# ميل حوضي

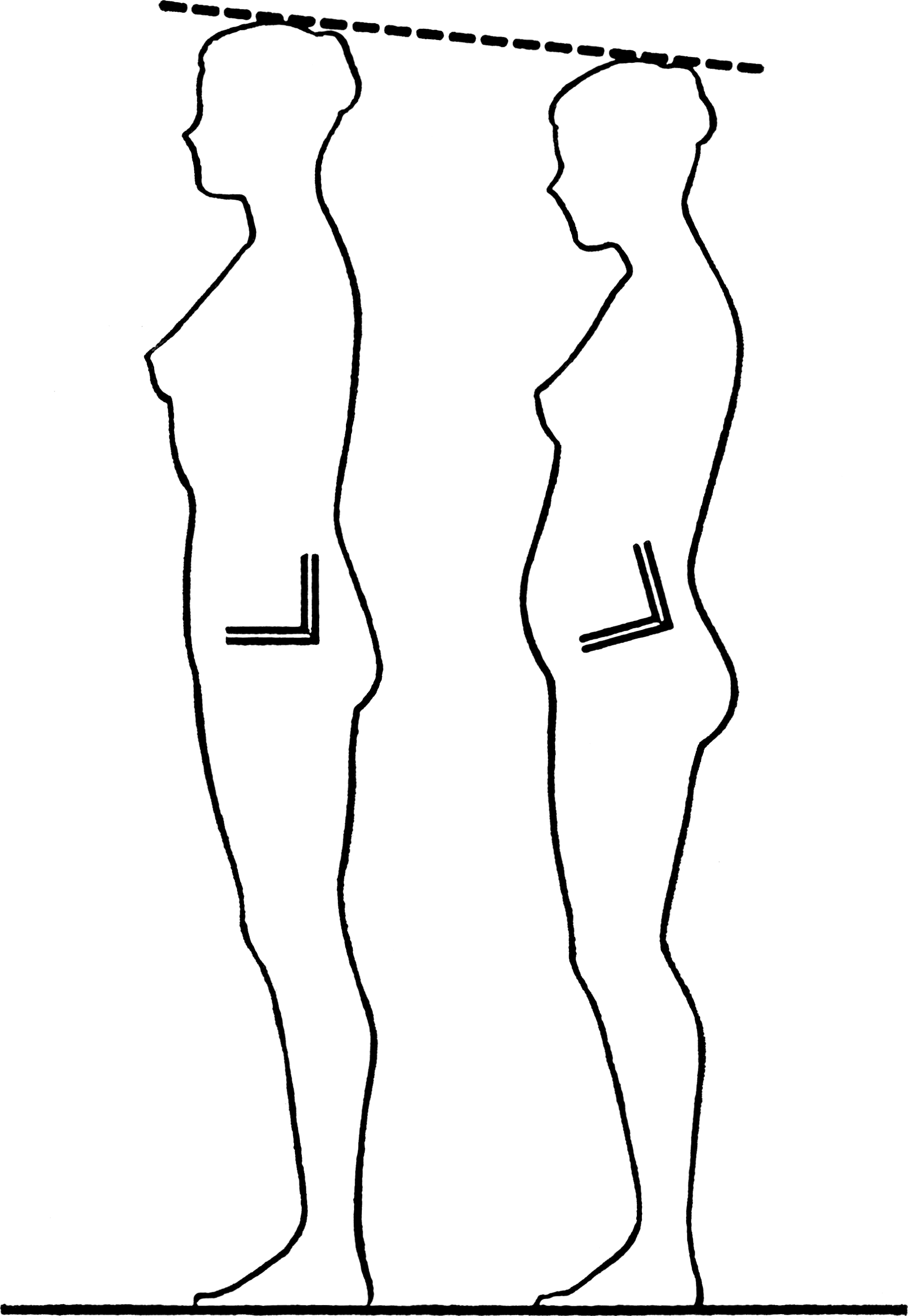
مقارنة تصويرية بين الميل لحوضي المتعادل والميل الحوضي الأمامي وتأثيرهما على طول الشخص.

يشير مفهوم الميل الحوضي في علم التشريح إلى اتجاه الحوض بالنسبة لعظام الفخذ التي ترتكز عليها وفي المساحة المخصصة لها. وقد يكون هذا الميل في أربعة اتجاهاتٍ أساسية.

## الأشكال
- الميل الحوضي الأمامي ويحدث عندما ينخفض الجزء الأمامي للحوض مع ارتفاع الجزء الخلفي له. ويحدث هذا عند قصر عضلات الفخذ القابضة مع استطالة عضلات الفخذ الباسطة، وخاصةً العضلة الألوية الكبرى والتي تعد العضلة الباسطة الكبرى للفخذ.
- الميل الحوضي الخلفي وهو على عكس النوع السابق ويحدث عندما يرتفع الجزء الأمامي من الحوض مع انخفاض الجزء الخلفي له. ويحدث ذلك نتيجة لقصَر عضلات الفخذ القابضة واستطالة عضلات الفخذ الباسطة.

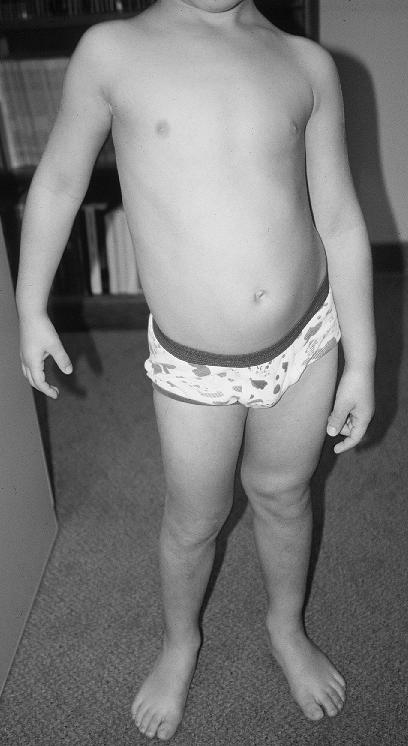
مريض يعاني من فرط التنسُّجِ الشِّقي يظهر فيها الميل الحوضي الجانبي

- الميل الحوضي الجانبي ويصف الإمالة في كلا الاتجاهين ويرتبط بالأشخاص الذي يعانون من الجنف أو الأشخاص الذين لديهم أرجل بأطوالٍ مختلفة. ويمكن أن يحدث هذا أيضًا في الوقت الذي تكون فيه إحدى الساقين مثنيةً في حين تكون الأخرى مستقيمةً، وفي هذه الحالة يمكن أن يتبع الجانب المثني من عضلة الفخذ عظم الفخذ مع انخفاض الركبة نحو الأرض.

- الميل الحوضي الأيسر ويحدث عندما يرتفع الجانب الأيمن من الحوض عن الجانب الأيسر.
- الميل الحوضي الأيمن ويحدث عندما يرتفع الجانب الأيسر من الحوض عن الجانب الأيمن.

## التوازن
- للحفاظ على التوازن عند الوقوف في وضع مستقيم مع الميل الأمامي، يمتد العمود الفقري بشدة مع استطالة العضلة المستقيمة البطنية وقصر العضلة الفقارية الناصبة. ويرتبط هذا بالـقعس (وهو انحناء خلفي يحدث في المنطقة القطنية في العمود الفقري). لا يحدث القعس دائمًا مع الميل الأمامي عند تحميل الوزن بطرقٍ أخرى، مثلاً عندما تدعمه الذراعان، أو عندما ينحرف الوركان للخلف (الميل الفخذي الخلفي) أو عندما يحدث ما يكفي من الانثناء والذي يمكن أن يؤدي إلي توازن العمود الفقري الأحدب على الحوض الأمامي المائل.
- للحفاظ على التوازن مع الميل الخلفي، يتم التفاف العمود الفقري مع قصر العضلة المستقيمة واستطالة العضلة الفقارية الناصبة. وهذا يؤدي إلي وضعية التحدب. ولا يحدث التحدب دائمًا بالتزامن مع الميل الخلفي، فعندما يتم تحميل الوزن بطرقٍ أخرى، مثلما يتم تحميله على اليدين، الأمر الذي يمكن أن يسمح بميل الحوض للخلف مع عمودٍ فقري متوازن أو حتى قعسي.
- للمحافظة على التوازن مع الميل الجانبي، بدلاً من بقاء عظم الفخذ مستقيمًا، فإنه عادةً ما يميل للحفاظ على مركزية الوزن الذي يرتكز عليه. وهذا يتطلب أن تبذل عضلات الفخذ المبعِّدة (العضلة الألوية الوسطى والصغرى من أي الجانبين) جهدًا عضليًا لسحب الحوض عاليًا في عظم الفخذ. وإلا فإن الحوض سيسقط في اتجاه الساق غير المدعومة.

## وصلات خارجية
- About.com Back and Neck - How to do a pelvic tilt

- About.com Yoga - Pelvic tilts
- About.com Yoga - Cat pose creates anterior tilt with lordosis, Cow pose creates posterior tilt with kyphosis

- Exercise Info on ExRx.net explanation of postural deficiencies
- Exercises for correcting anterior pelvic tilt
- Exercising pelvic tilt related to Rolfing.